# Бельгия на летних Олимпийских играх 1972
Бельгия принимала участие в Летних Олимпийских играх 1972 года в Мюнхене (ФРГ) в пятнадцатый раз за свою историю, и завоевала две серебряные медали. Сборная страны состояла из 88 спортсменов (82 мужчины, 6 женщин), принявших участие в состязаниях по 14 видам спорта.

## Медалисты
| Медаль  | Спортсмен       | Вид спорта      | Дисциплина        |
| ------- | --------------- | --------------- | ----------------- |
| Серебро | Эмиль Путтеманс | Лёгкая атлетика | Мужчины, 10.000 м |
| Серебро | Карел Лисмонт   | Лёгкая атлетика | Мужчины, марафон  |